# 林玉琴
林玉琴（5月1日—），臺灣漫畫家。

## 經歷
桃園縣出身，以作品《隨想》出道。2004年作品《虛幻彼方》男女主角獲選為第三屆漫畫金像獎最受網友喜愛角色。2011年以《花嫁》榮獲第2屆金漫獎之少女漫畫獎佳作。